# World Endurance Championship 2019/2020
FIA World Endurance Championship 2019/2020 – 8. sezon World Endurance Championship organizowany przez Fédération Internationale de l’Automobile (FIA) i Automobile Club de l’Ouest (ACO). Rywalizacja odbywała się w czterech klasach: LMP1 i LMP2 dla prototypów Le Mans Prototype oraz LMGTE Pro i LMGTE Am dla samochodów klasy GT. Sezon rozpoczął się czterogodzinnym wyścigiem na torze Silverstone a zakończył ośmiogodzinną rywalizacją na torze w Bahrajnie.
Mistrzostwo świata zespołów LMP1 wywalczyła Toyota Gazoo Racing. Mistrzostwo świata producentów GTE zdobył Aston Martin.
Trofea endurance dla zespołów wywalczyli: United Autosports (LMP2) i AF Corse (LMGTE Am).
Mistrzostwo świata kierowców zdobyli: Mike Conway, Kamui Kobayashi i José María López (LMP) oraz Marco Sørensen i Nicki Thiim (GTE).
Trofea endurance dla kierowców wywaliczyli: Filipe Albuquerque, Philip Hanson i Paul di Resta (LMP2) oraz Emmanuel Collard, Nicklas Nielsen i François Perrodo (LMGTE Am).

## Kalendarz
Pierwsza wersja kalendarza została zaprezentowana 17 sierpnia 2018 roku. We wrześniu ogłoszono przesunięcie terminów wyścigów w Japonii i Bahrajnie, aby uniknąć konfliktów terminarzowych z Formułą 1, IMSA SportsCar Championship i Grand Prix Makau. 2 grudnia 2018 roku ogłoszono usunięcie wyścigu 6 Hours of São Paulo z kalendarza, które było spowodowane niewywiązaniem się z zobowiązań kontraktowych przez promotora wyścigu. Jako zastępstwo do kalendarza trafił wyścig Lone Star Le Mans na torze Circuit of the Americas.
Wyścig 1000 Miles of Sebring został odwołany z powodu wprowadzenia zakazu wjazdu dla Europejczyków do Stanów Zjednoczonych wprowadzonego podczas pandemii COVID-19. Z powodu pandemii wyścig 24h Le Mans został przesunięty na wrzesień. 3 kwietnia 2020 roku przedstawiono nowe terminy wyścigów pozostałych wyścigów sezonu. Wyścig 6 Hours of Spa-Francorchamps otrzymał datę w sierpniu, a 8 Hours of Bahrain został wyznaczony na 21 listopada. 25 sierpnia wyścig w Bahrajnie został przesunięty na 14 listopada z powodu organizacji dwóch wyścigów F1 na tym torze.
| Runda                                | Wyścig                       | Tor                            | Lokalizacja                  | Termin              |
| ------------------------------------ | ---------------------------- | ------------------------------ | ---------------------------- | ------------------- |
| 1                                    | 4 Hours of Silverstone       | Silverstone Circuit            | Silverstone, Wielka Brytania | 1 września 2019     |
| 2                                    | 6 Hours of Fuji              | Fuji Speedway                  | Oyama, Japonia               | 6 października 2019 |
| 3                                    | 4 Hours of Shanghai          | Shanghai International Circuit | Szanghaj, Chiny              | 10 listopada 2019   |
| 4                                    | 8 Hours of Bahrain           | Bahrain International Circuit  | Sakhir, Bahrajn              | 14 grudnia 2019     |
| 5                                    | Lone Star Le Mans            | Circuit of the Americas        | Austin, USA                  | 23 lutego 2020      |
| 6                                    | 6 Hours of Spa-Francorchamps | Circuit de Spa-Francorchamps   | Stavelot, Belgia             | 15 sierpnia 2020    |
| 7                                    | 24h Le Mans                  | Circuit de la Sarthe           | Le Mans, Francja             | 19-20 września 2020 |
| 8                                    | 8 Hours of Bahrain           | Bahrain International Circuit  | Sakhir, Bahrajn              | 14 listopada 2020   |
| Anulowane z powodu pandemii COVID-19 |                              |                                |                              |                     |
| Planowany wyścig                     | Planowany wyścig             | Tor                            | Lokalizacja                  | Planowana data      |
| 1000 Miles of Sebring                | 1000 Miles of Sebring        | Sebring International Raceway  | Sebring, Stany Zjednoczone   | 20 marca 2020       |

## Lista startowa
| Oznaczenia                                                       | Oznaczenia |
| ---------------------------------------------------------------- | ---------- |
| Zgłoszenie na cały sezon - Zdobywa punkty do klasyfikacji sezonu |            |
| Zgłoszenie gościnne - Nie zdobywa punktów do klasyfikacji sezonu |            |

### LMP1
| Zespół               | Samochód            | Silnik                   | Hybryda | Opony | Nr | Kierowca          | Rundy     |
| -------------------- | ------------------- | ------------------------ | ------- | ----- | -- | ----------------- | --------- |
| Rebellion Racing     | Rebellion R13       | Gibson GL458 4.5& L V8   | Nie     | M     | 1  | Gustavo Menezes   | 1–7       |
| Rebellion Racing     | Rebellion R13       | Gibson GL458 4.5& L V8   | Nie     | M     | 1  | Norman Nato       | 1–7       |
| Rebellion Racing     | Rebellion R13       | Gibson GL458 4.5& L V8   | Nie     | M     | 1  | Bruno Senna       | 1–7       |
| Rebellion Racing     | Rebellion R13       | Gibson GL458 4.5& L V8   | Nie     | M     | 3  | Nathanaël Berthon | 1, 7      |
| Rebellion Racing     | Rebellion R13       | Gibson GL458 4.5& L V8   | Nie     | M     | 3  | Pipo Derani       | 1         |
| Rebellion Racing     | Rebellion R13       | Gibson GL458 4.5& L V8   | Nie     | M     | 3  | Loïc Duval        | 1         |
| Rebellion Racing     | Rebellion R13       | Gibson GL458 4.5& L V8   | Nie     | M     | 3  | Louis Delétraz    | 7         |
| Rebellion Racing     | Rebellion R13       | Gibson GL458 4.5& L V8   | Nie     | M     | 3  | Romain Dumas      | 7         |
| ByKolles Racing Team | ENSO CLM P1/01      | Gibson GL458 4.5 L V8    | Nie     | M     | 4  | Tom Dillmann      | 6–7       |
| ByKolles Racing Team | ENSO CLM P1/01      | Gibson GL458 4.5 L V8    | Nie     | M     | 4  | Bruno Spengler    | 6–7       |
| ByKolles Racing Team | ENSO CLM P1/01      | Gibson GL458 4.5 L V8    | Nie     | M     | 4  | Oliver Webb       | 6–7       |
| Team LNT             | Ginetta G60-LT-P1   | AER P60C 2.4& L Turbo V6 | Nie     | M     | 5  | Ben Hanley        | 1–4       |
| Team LNT             | Ginetta G60-LT-P1   | AER P60C 2.4& L Turbo V6 | Nie     | M     | 5  | Jegor Orudżew     | 1–3       |
| Team LNT             | Ginetta G60-LT-P1   | AER P60C 2.4& L Turbo V6 | Nie     | M     | 5  | Charlie Robertson | 1, 4      |
| Team LNT             | Ginetta G60-LT-P1   | AER P60C 2.4& L Turbo V6 | Nie     | M     | 5  | Luca Ghiotto      | 2         |
| Team LNT             | Ginetta G60-LT-P1   | AER P60C 2.4& L Turbo V6 | Nie     | M     | 5  | Jordan King       | 3–4       |
| Team LNT             | Ginetta G60-LT-P1   | AER P60C 2.4& L Turbo V6 | Nie     | M     | 6  | Oliver Jarvis     | 1         |
| Team LNT             | Ginetta G60-LT-P1   | AER P60C 2.4& L Turbo V6 | Nie     | M     | 6  | Michael Simpson   | 1–4       |
| Team LNT             | Ginetta G60-LT-P1   | AER P60C 2.4& L Turbo V6 | Nie     | M     | 6  | Guy Smith         | 1–4       |
| Team LNT             | Ginetta G60-LT-P1   | AER P60C 2.4& L Turbo V6 | Nie     | M     | 6  | Charlie Robertson | 2–3       |
| Team LNT             | Ginetta G60-LT-P1   | AER P60C 2.4& L Turbo V6 | Nie     | M     | 6  | Chris Dyson       | 4         |
| Toyota Gazoo Racing  | Toyota TS050 Hybrid | Toyota 2.4& L Turbo V6   | Tak     | M     | 7  | Mike Conway       | Wszystkie |
| Toyota Gazoo Racing  | Toyota TS050 Hybrid | Toyota 2.4& L Turbo V6   | Tak     | M     | 7  | Kamui Kobayashi   | Wszystkie |
| Toyota Gazoo Racing  | Toyota TS050 Hybrid | Toyota 2.4& L Turbo V6   | Tak     | M     | 7  | José María López  | Wszystkie |
| Toyota Gazoo Racing  | Toyota TS050 Hybrid | Toyota 2.4& L Turbo V6   | Tak     | M     | 8  | Sébastien Buemi   | Wszystkie |
| Toyota Gazoo Racing  | Toyota TS050 Hybrid | Toyota 2.4& L Turbo V6   | Tak     | M     | 8  | Brendon Hartley   | Wszystkie |
| Toyota Gazoo Racing  | Toyota TS050 Hybrid | Toyota 2.4& L Turbo V6   | Tak     | M     | 8  | Kazuki Nakajima   | Wszystkie |
| Listy startowe       |                     |                          |         |       |    |                   |           |

### LMP2
Wszystkie samochody korzystały z silnika Gibson GK428 V8.
| Zespół                | Samochód     | Opony | Nr | Kierowca               | Rundy     |
| --------------------- | ------------ | ----- | -- | ---------------------- | --------- |
| United Autosports     | Oreca 07     | M     | 22 | Filipe Albuquerque     | Wszystkie |
| United Autosports     | Oreca 07     | M     | 22 | Philip Hanson          | Wszystkie |
| United Autosports     | Oreca 07     | M     | 22 | Paul di Resta          | 1, 3–8    |
| United Autosports     | Oreca 07     | M     | 22 | Oliver Jarvis          | 2         |
| Racing Team Nederland | Oreca 07     | M     | 29 | Giedo van der Garde    | Wszystkie |
| Racing Team Nederland | Oreca 07     | M     | 29 | Frits van Eerd         | Wszystkie |
| Racing Team Nederland | Oreca 07     | M     | 29 | Job van Uitert         | 1, 6      |
| Racing Team Nederland | Oreca 07     | M     | 29 | Nyck de Vries          | 2–5, 7–8  |
| High Class Racing     | Oreca 07     | G     | 33 | Anders Fjordbach       | 1–7       |
| High Class Racing     | Oreca 07     | G     | 33 | Mark Patterson         | 1–7       |
| High Class Racing     | Oreca 07     | G     | 33 | Kenta Yamashita        | 1–7       |
| Signatech Alpine Elf  | Alpine A470  | M     | 36 | Thomas Laurent         | Wszystkie |
| Signatech Alpine Elf  | Alpine A470  | M     | 36 | André Negrão           | Wszystkie |
| Signatech Alpine Elf  | Alpine A470  | M     | 36 | Pierre Ragues          | Wszystkie |
| Jackie Chan DC Racing | Oreca 07     | G     | 37 | Gabriel Aubry          | Wszystkie |
| Jackie Chan DC Racing | Oreca 07     | G     | 37 | Will Stevens           | Wszystkie |
| Jackie Chan DC Racing | Oreca 07     | G     | 37 | Ho-Pin Tung            | Wszystkie |
| Jackie Chan DC Racing | Oreca 07     | G     | 37 | Ryan Cullen            | 6         |
| JOTA                  | Oreca 07     | G     | 38 | António Félix da Costa | Wszystkie |
| JOTA                  | Oreca 07     | G     | 38 | Roberto González       | Wszystkie |
| JOTA                  | Oreca 07     | G     | 38 | Anthony Davidson       | 2–8       |
| Cool Racing           | Oreca 07     | M     | 42 | Antonin Borga          | 1–7       |
| Cool Racing           | Oreca 07     | M     | 42 | Nicolas Lapierre       | 1–7       |
| Cool Racing           | Oreca 07     | M     | 42 | Alexandre Coigny       | 1–7       |
| Cetilar Racing        | Dallara P217 | M     | 47 | Andrea Belicchi        | Wszystkie |
| Cetilar Racing        | Dallara P217 | M     | 47 | Roberto Lacorte        | Wszystkie |
| Cetilar Racing        | Dallara P217 | M     | 47 | Giorgio Sernagiotto    | Wszystkie |
| Listy startowe        |              |       |    |                        |           |

### LMGTE Pro
| Zespół              | Samochód                 | Silnik                         | Opony | Nr | Kierowca              | Rundy     |
| ------------------- | ------------------------ | ------------------------------ | ----- | -- | --------------------- | --------- |
| AF Corse            | Ferrari 488 GTE Evo      | Ferrari F154CB 3.9& L Turbo V8 | M     | 51 | James Calado          | Wszystkie |
| AF Corse            | Ferrari 488 GTE Evo      | Ferrari F154CB 3.9& L Turbo V8 | M     | 51 | Alessandro Pier Guidi | 1–7       |
| AF Corse            | Ferrari 488 GTE Evo      | Ferrari F154CB 3.9& L Turbo V8 | M     | 51 | Daniel Serra          | 7–8       |
| AF Corse            | Ferrari 488 GTE Evo      | Ferrari F154CB 3.9& L Turbo V8 | M     | 71 | Miguel Molina         | Wszystkie |
| AF Corse            | Ferrari 488 GTE Evo      | Ferrari F154CB 3.9& L Turbo V8 | M     | 71 | Davide Rigon          | Wszystkie |
| AF Corse            | Ferrari 488 GTE Evo      | Ferrari F154CB 3.9& L Turbo V8 | M     | 71 | Sam Bird              | 7         |
| Porsche GT Team     | Porsche 911 RSR-19       | Porsche 4.2& L Flat-6          | M     | 91 | Gianmaria Bruni       | Wszystkie |
| Porsche GT Team     | Porsche 911 RSR-19       | Porsche 4.2& L Flat-6          | M     | 91 | Richard Lietz         | Wszystkie |
| Porsche GT Team     | Porsche 911 RSR-19       | Porsche 4.2& L Flat-6          | M     | 91 | Frédéric Makowiecki   | 7         |
| Porsche GT Team     | Porsche 911 RSR-19       | Porsche 4.2& L Flat-6          | M     | 92 | Michael Christensen   | Wszystkie |
| Porsche GT Team     | Porsche 911 RSR-19       | Porsche 4.2& L Flat-6          | M     | 92 | Kévin Estre           | Wszystkie |
| Porsche GT Team     | Porsche 911 RSR-19       | Porsche 4.2& L Flat-6          | M     | 92 | Laurens Vanthoor      | 7         |
| Aston Martin Racing | Aston Martin Vantage AMR | Aston Martin 4.0& L Turbo V8   | M     | 95 | Marco Sørensen        | Wszystkie |
| Aston Martin Racing | Aston Martin Vantage AMR | Aston Martin 4.0& L Turbo V8   | M     | 95 | Nicki Thiim           | Wszystkie |
| Aston Martin Racing | Aston Martin Vantage AMR | Aston Martin 4.0& L Turbo V8   | M     | 95 | Richard Westbrook     | 7         |
| Aston Martin Racing | Aston Martin Vantage AMR | Aston Martin 4.0& L Turbo V8   | M     | 97 | Alex Lynn             | 1–7       |
| Aston Martin Racing | Aston Martin Vantage AMR | Aston Martin 4.0& L Turbo V8   | M     | 97 | Maxime Martin         | Wszystkie |
| Aston Martin Racing | Aston Martin Vantage AMR | Aston Martin 4.0& L Turbo V8   | M     | 97 | Harry Tincknell       | 7         |
| Aston Martin Racing | Aston Martin Vantage AMR | Aston Martin 4.0& L Turbo V8   | M     | 97 | Richard Westbrook     | 8         |
| Listy startowe      |                          |                                |       |    |                       |           |

### LMGTE Am
| Zespół                | Samochód                 | Silnik                         | Opony | Nr | Kierowca                 | Rundy     |
| --------------------- | ------------------------ | ------------------------------ | ----- | -- | ------------------------ | --------- |
| AF Corse              | Ferrari 488 GTE Evo      | Ferrari F154CB 3.9& L Turbo V8 | M     | 54 | Francesco Castellacci    | Wszystkie |
| AF Corse              | Ferrari 488 GTE Evo      | Ferrari F154CB 3.9& L Turbo V8 | M     | 54 | Giancarlo Fisichella     | Wszystkie |
| AF Corse              | Ferrari 488 GTE Evo      | Ferrari F154CB 3.9& L Turbo V8 | M     | 54 | Thomas Flohr             | Wszystkie |
| AF Corse              | Ferrari 488 GTE Evo      | Ferrari F154CB 3.9& L Turbo V8 | M     | 83 | Emmanuel Collard         | Wszystkie |
| AF Corse              | Ferrari 488 GTE Evo      | Ferrari F154CB 3.9& L Turbo V8 | M     | 83 | Nicklas Nielsen          | Wszystkie |
| AF Corse              | Ferrari 488 GTE Evo      | Ferrari F154CB 3.9& L Turbo V8 | M     | 83 | François Perrodo         | Wszystkie |
| Team Project 1        | Porsche 911 RSR          | Porsche 4.0& L Flat-6          | M     | 56 | Matteo Cairoli           | 1–7       |
| Team Project 1        | Porsche 911 RSR          | Porsche 4.0& L Flat-6          | M     | 56 | Egidio Perfetti          | Wszystkie |
| Team Project 1        | Porsche 911 RSR          | Porsche 4.0& L Flat-6          | M     | 56 | David Kolkmann           | 1         |
| Team Project 1        | Porsche 911 RSR          | Porsche 4.0& L Flat-6          | M     | 56 | David Heinemeier Hansson | 2–4       |
| Team Project 1        | Porsche 911 RSR          | Porsche 4.0& L Flat-6          | M     | 56 | Laurents Hörr            | 5–6       |
| Team Project 1        | Porsche 911 RSR          | Porsche 4.0& L Flat-6          | M     | 56 | Larry ten Voorde         | 7–8       |
| Team Project 1        | Porsche 911 RSR          | Porsche 4.0& L Flat-6          | M     | 56 | Jörg Bergmeister         | 8         |
| Team Project 1        | Porsche 911 RSR          | Porsche 4.0& L Flat-6          | M     | 57 | Jeroen Bleekemolen       | Wszystkie |
| Team Project 1        | Porsche 911 RSR          | Porsche 4.0& L Flat-6          | M     | 57 | Ben Keating              | Wszystkie |
| Team Project 1        | Porsche 911 RSR          | Porsche 4.0& L Flat-6          | M     | 57 | Felipe Fraga             | 1–2, 5–7  |
| Team Project 1        | Porsche 911 RSR          | Porsche 4.0& L Flat-6          | M     | 57 | Larry ten Voorde         | 3–4       |
| Team Project 1        | Porsche 911 RSR          | Porsche 4.0& L Flat-6          | M     | 57 | Dylan Pereira            | 8         |
| Red River Sport       | Ferrari 488 GTE Evo      | Ferrari F154CB 3.9& L Turbo V8 | M     | 62 | Bonamy Grimes            | Wszystkie |
| Red River Sport       | Ferrari 488 GTE Evo      | Ferrari F154CB 3.9& L Turbo V8 | M     | 62 | Charles Hollings         | 1–7       |
| Red River Sport       | Ferrari 488 GTE Evo      | Ferrari F154CB 3.9& L Turbo V8 | M     | 62 | Johnny Mowlem            | 1–7       |
| Red River Sport       | Ferrari 488 GTE Evo      | Ferrari F154CB 3.9& L Turbo V8 | M     | 62 | Kei Cozzolino            | 8         |
| Red River Sport       | Ferrari 488 GTE Evo      | Ferrari F154CB 3.9& L Turbo V8 | M     | 62 | Colin Noble              | 8         |
| MR Racing             | Ferrari 488 GTE Evo      | Ferrari F154CB 3.9& L Turbo V8 | M     | 70 | Olivier Beretta          | 1–5       |
| MR Racing             | Ferrari 488 GTE Evo      | Ferrari F154CB 3.9& L Turbo V8 | M     | 70 | Kei Cozzolino            | 1–5, 7    |
| MR Racing             | Ferrari 488 GTE Evo      | Ferrari F154CB 3.9& L Turbo V8 | M     | 70 | Motoaki Ishikawa         | 1–5       |
| MR Racing             | Ferrari 488 GTE Evo      | Ferrari F154CB 3.9& L Turbo V8 | M     | 70 | Vincent Abril            | 7         |
| MR Racing             | Ferrari 488 GTE Evo      | Ferrari F154CB 3.9& L Turbo V8 | M     | 70 | Takeshi Kimura           | 7         |
| Dempsey-Proton Racing | Porsche 911 RSR          | Porsche 4.0& L Flat-6          | M     | 77 | Matt Campbell            | 1–7       |
| Dempsey-Proton Racing | Porsche 911 RSR          | Porsche 4.0& L Flat-6          | M     | 77 | Riccardo Pera            | Wszystkie |
| Dempsey-Proton Racing | Porsche 911 RSR          | Porsche 4.0& L Flat-6          | M     | 77 | Christian Ried           | Wszystkie |
| Dempsey-Proton Racing | Porsche 911 RSR          | Porsche 4.0& L Flat-6          | M     | 77 | Dennis Olsen             | 8         |
| Dempsey-Proton Racing | Porsche 911 RSR          | Porsche 4.0& L Flat-6          | M     | 88 | Thomas Preining          | 1–5, 7    |
| Dempsey-Proton Racing | Porsche 911 RSR          | Porsche 4.0& L Flat-6          | M     | 88 | Gianluca Giraudi         | 1, 6      |
| Dempsey-Proton Racing | Porsche 911 RSR          | Porsche 4.0& L Flat-6          | M     | 88 | Ricardo Sánchez          | 1, 6      |
| Dempsey-Proton Racing | Porsche 911 RSR          | Porsche 4.0& L Flat-6          | M     | 88 | Satoshi Hoshino          | 2         |
| Dempsey-Proton Racing | Porsche 911 RSR          | Porsche 4.0& L Flat-6          | M     | 88 | Adrien de Leener         | 2, 4–5, 7 |
| Dempsey-Proton Racing | Porsche 911 RSR          | Porsche 4.0& L Flat-6          | M     | 88 | Will Bamber              | 3         |
| Dempsey-Proton Racing | Porsche 911 RSR          | Porsche 4.0& L Flat-6          | M     | 88 | Angelo Negro             | 3         |
| Dempsey-Proton Racing | Porsche 911 RSR          | Porsche 4.0& L Flat-6          | M     | 88 | Chalid al-Kubajsi        | 4, 8      |
| Dempsey-Proton Racing | Porsche 911 RSR          | Porsche 4.0& L Flat-6          | M     | 88 | Bret Curtis              | 5         |
| Dempsey-Proton Racing | Porsche 911 RSR          | Porsche 4.0& L Flat-6          | M     | 88 | Lucas Légeret            | 6         |
| Dempsey-Proton Racing | Porsche 911 RSR          | Porsche 4.0& L Flat-6          | M     | 88 | Dominique Bastien        | 7         |
| Dempsey-Proton Racing | Porsche 911 RSR          | Porsche 4.0& L Flat-6          | M     | 88 | Marco Holzer             | 8         |
| Dempsey-Proton Racing | Porsche 911 RSR          | Porsche 4.0& L Flat-6          | M     | 88 | Jaxon Evans              | 8         |
| Gulf Racing           | Porsche 911 RSR          | Porsche 4.0 L Flat-6           | M     | 86 | Ben Barker               | Wszystkie |
| Gulf Racing           | Porsche 911 RSR          | Porsche 4.0 L Flat-6           | M     | 86 | Michael Wainwright       | Wszystkie |
| Gulf Racing           | Porsche 911 RSR          | Porsche 4.0 L Flat-6           | M     | 86 | Andrew Watson            | 1–7       |
| Gulf Racing           | Porsche 911 RSR          | Porsche 4.0 L Flat-6           | M     | 86 | Alessio Picariello       | 8         |
| TF Sport              | Aston Martin Vantage AMR | Aston Martin 4.0& L Turbo V8   | M     | 90 | Jonathan Adam            | Wszystkie |
| TF Sport              | Aston Martin Vantage AMR | Aston Martin 4.0& L Turbo V8   | M     | 90 | Charlie Eastwood         | Wszystkie |
| TF Sport              | Aston Martin Vantage AMR | Aston Martin 4.0& L Turbo V8   | M     | 90 | Salih Yoluç              | Wszystkie |
| Aston Martin Racing   | Aston Martin Vantage AMR | Aston Martin 4.0 L Turbo V8    | M     | 98 | Paul Dalla Lana          | Wszystkie |
| Aston Martin Racing   | Aston Martin Vantage AMR | Aston Martin 4.0 L Turbo V8    | M     | 98 | Darren Turner            | 1–5       |
| Aston Martin Racing   | Aston Martin Vantage AMR | Aston Martin 4.0 L Turbo V8    | M     | 98 | Ross Gunn                | Wszystkie |
| Aston Martin Racing   | Aston Martin Vantage AMR | Aston Martin 4.0 L Turbo V8    | M     | 98 | Augusto Farfus           | 6–7       |
| Aston Martin Racing   | Aston Martin Vantage AMR | Aston Martin 4.0 L Turbo V8    | M     | 98 | Pedro Lamy               | 8         |
| Listy startowe        |                          |                                |       |    |                          |           |

## Wyniki
| Runda | Tor               | Zwycięzcy LMP1                                  | Zwycięzcy LMP2                                           | Zwycięzcy LMGTE Pro                     | Zwycięzcy LMGTE Am                                | Wyniki             |
| ----- | ----------------- | ----------------------------------------------- | -------------------------------------------------------- | --------------------------------------- | ------------------------------------------------- | ------------------ |
| 1     | Silverstone       | #7 Toyota Gazoo Racing                          | #42 Cool Racing                                          | #91 Porsche GT Team                     | #83 AF Corse                                      | Wyniki szczegółowe |
| 1     | Silverstone       | Mike Conway Kamui Kobayashi José María López    | Antonin Borga Nicolas Lapierre                           | Gianmaria Bruni Richard Lietz           | Emmanuel Collard Nicklas Nielsen François Perrodo | Wyniki szczegółowe |
| 2     | Fuji              | #8 Toyota Gazoo Racing                          | #29 Racing Team Nederland                                | #95 Aston Martin Racing                 | #90 TF Sport                                      | Wyniki szczegółowe |
| 2     | Fuji              | Sébastien Buemi Brendon Hartley Kazuki Nakajima | Nyck de Vries Giedo van der Garde Frits van Eerd         | Marco Sørensen Nicki Thiim              | Jonathan Adam Charlie Eastwood Salih Yoluç        | Wyniki szczegółowe |
| 3     | Shanghai          | #1 Rebellion Racing                             | #38 JOTA                                                 | #51 AF Corse                            | #90 TF Sport                                      | Wyniki szczegółowe |
| 3     | Shanghai          | Gustavo Menezes Norman Nato Bruno Senna         | António Félix da Costa Anthony Davidson Roberto González | James Calado Alessandro Pier Guidi      | Jonathan Adam Charlie Eastwood Salih Yoluç        | Wyniki szczegółowe |
| 4     | Bahrain           | #7 Toyota Gazoo Racing                          | #22 United Autosports                                    | #95 Aston Martin Racing                 | #57 Team Project 1                                | Wyniki szczegółowe |
| 4     | Bahrain           | Mike Conway Kamui Kobayashi José María López    | Filipe Albuquerque Philip Hanson Paul di Resta           | Marco Sørensen Nicki Thiim              | Jeroen Bleekemolen Ben Keating Larry ten Voorde   | Wyniki szczegółowe |
| 5     | COTA              | #1 Rebellion Racing                             | #22 United Autosports                                    | #95 Aston Martin Racing                 | #90 TF Sport                                      | Wyniki szczegółowe |
| 5     | COTA              | Gustavo Menezes Norman Nato Bruno Senna         | Filipe Albuquerque Philip Hanson Paul di Resta           | Marco Sørensen Nicki Thiim              | Jonathan Adam Charlie Eastwood Salih Yoluç        | Wyniki szczegółowe |
| 6     | Spa-Francorchamps | #7 Toyota Gazoo Racing                          | #22 United Autosports                                    | #92 Porsche GT Team                     | #83 AF Corse                                      | Wyniki szczegółowe |
| 6     | Spa-Francorchamps | Mike Conway Kamui Kobayashi José María López    | Filipe Albuquerque Philip Hanson Paul di Resta           | Michael Christensen Kévin Estre         | Emmanuel Collard Nicklas Nielsen François Perrodo | Wyniki szczegółowe |
| 7     | Le Mans           | #8 Toyota Gazoo Racing                          | #22 United Autosports                                    | #97 Aston Martin Racing                 | #90 TF Sport                                      | Wyniki szczegółowe |
| 7     | Le Mans           | Sébastien Buemi Brendon Hartley Kazuki Nakajima | Filipe Albuquerque Philip Hanson Paul di Resta           | Alex Lynn Maxime Martin Harry Tincknell | Jonathan Adam Charlie Eastwood Salih Yoluç        | Wyniki szczegółowe |
| 8     | Bahrain           | #7 Toyota Gazoo Racing                          | #37 Jackie Chan DC Racing                                | #92 Porsche GT Team                     | #56 Team Project 1                                | Wyniki szczegółowe |
| 8     | Bahrain           | Mike Conway Kamui Kobayashi José María López    | Gabriel Aubry Will Stevens Ho-Pin Tung                   | Michael Christensen Kévin Estre         | Jörg Bergmeister Egidio Perfetti Larry ten Voorde | Wyniki szczegółowe |

## Klasyfikacje
| Długość wyścigu | 1  | 2  | 3  | 4  | 5  | 6  | 7  | 8 | 9 | 10 | P   | PP |
| --------------- | -- | -- | -- | -- | -- | -- | -- | - | - | -- | --- | -- |
| 4–6 godzin      | 25 | 18 | 15 | 12 | 10 | 8  | 6  | 4 | 2 | 1  | 0,5 | 1  |
| 8 godzin        | 38 | 27 | 23 | 18 | 15 | 12 | 9  | 6 | 3 | 2  | 1   | 1  |
| 24 godziny      | 50 | 36 | 30 | 24 | 20 | 16 | 12 | 8 | 4 | 2  | 1   | 1  |

### Klasyfikacje kierowców

#### Mistrzostwo świata kierowców LMP
| Poz. | Kierowca                                            | Zespół                | SIL | FUJ | SHA | BHR | LSL | SPA | LMS | BHR | Punkty |
| ---- | --------------------------------------------------- | --------------------- | --- | --- | --- | --- | --- | --- | --- | --- | ------ |
| 1    | Mike Conway Kamui Kobayashi José María López        | Toyota Gazoo Racing   | 1   | 2   | 3   | 1   | 3   | 1   | 3   | 1   | 207    |
| 2    | Sébastien Buemi Brendon Hartley Kazuki Nakajima     | Toyota Gazoo Racing   | 2   | 1   | 2   | 2   | 2   | 2   | 1   | 2   | 202    |
| 3    | Gustavo Menezes Norman Nato Bruno Senna             | Rebellion Racing      | 9   | 3   | 1   | 3   | 1   | 3   | 2   | –   | 145    |
| 4    | Filipe Albuquerque Philip Hanson                    | United Autosports     | NU  | 6   | 8   | 4   | 4   | 4   | 4   | 6   | 90     |
| 5    | Paul di Resta                                       | United Autosports     | NU  | –   | 8   | 4   | 4   | 4   | 4   | 6   | 82     |
| 6    | António Félix da Costa Roberto González             | JOTA                  | 8   | DK  | 6   | 5   | 6   | 7   | 5   | 4   | 79     |
| 7    | Anthony Davidson                                    | JOTA                  | –   | DK  | 6   | 5   | 6   | 7   | 5   | 4   | 75     |
| 8    | Will Stevens Ho-Pin Tung                            | Jackie Chan DC Racing | 7   | 5   | 7   | 6   | 5   | 9   | DK  | 3   | 69     |
| 9    | Gabriel Aubry                                       | Jackie Chan DC Racing | 7   | 5   | 7   | 6   | 5   | WYC | DK  | 3   | 67     |
| 10   | Giedo van der Garde Frits van Eerd                  | Racing Team Nederland | 6   | 4   | 10  | 8   | 8   | 6   | 9   | 5   | 58     |
| 11   | Thomas Laurent André Negrão Pierre Ragues           | Signatech Alpine Elf  | 5   | 10  | 9   | 7   | 9   | NU  | 6   | 7   | 49     |
| 12   | Antonin Borga Nicolas Lapierre                      | Cool Racing           | 4   | 8   | NU  | 9   | 7   | 5   | 7   | –   | 47     |
| 13   | Nyck de Vries                                       | Racing Team Nederland | –   | 4   | 10  | 8   | 8   | –   | 9   | 5   | 42     |
| 14   | Alexandre Coigny                                    | Cool Racing           | WYC | 8   | NU  | 9   | 7   | 5   | 7   | –   | 35     |
| 15   | Ben Hanley                                          | Team LNT              | 3   | 11  | 4   | NU  | –   | –   | –   | –   | 27,5   |
| 15   | Jegor Orudżew                                       | Team LNT              | 3   | 11  | 4   | –   | –   | –   | –   | –   | 27,5   |
| 16   | Charlie Robertson                                   | Team LNT              | 3   | 9   | 5   | NU  | –   | –   | –   | –   | 27     |
| 17   | Andrea Belicchi Roberto Lacorte Giorgio Sernagiotto | Cetilar Racing        | 10  | 12  | 12  | 11  | 11  | 8   | 8   | 8   | 21,5   |
| 18   | Job van Uitert                                      | Racing Team Nederland | 6   | –   | –   | –   | –   | 6   | –   | –   | 16     |
| 19   | Michael Simpson Guy Smith                           | Team LNT              | 12  | 9   | 5   | NU  | –   | –   | –   | –   | 12,5   |
| 20   | Jordan King                                         | Team LNT              | –   | –   | 4   | NU  | –   | –   | –   | –   | 12     |
| 21   | Anders Fjordbach Mark Patterson Kenta Yamashita     | High Class Racing     | 11  | 7   | 11  | 10  | 10  | 10  | NU  | –   | 11     |
| 22   | Oliver Jarvis                                       | Team LNT              | 12  | –   | –   | –   | –   | –   | –   | –   | 8,5    |
| 22   | Oliver Jarvis                                       | United Autosports     | –   | 6   | –   | –   | –   | –   | –   | –   | 8,5    |
| 23   | Ryan Cullen                                         | Jackie Chan DC Racing | –   | –   | –   | –   | –   | 9   | –   | –   | 2      |
| 24   | Luca Ghiotto                                        | Team LNT              | –   | 11  | –   | –   | –   | –   | –   | –   | 0,5    |
| 25   | Chris Dyson                                         | Team LNT              | –   | –   | –   | NU  | –   | –   | –   | –   | 0      |
| Poz. | Kierowca                                            | Zespół                | SIL | FUJ | SHA | BHR | LSL | SPA | LMS | BHR | Punkty |

| Legenda     | Legenda                  |
| Oznaczenie  | Wyjaśnienie              |
| ----------- | ------------------------ |
| Złoty       | Zwycięstwo               |
| Srebrny     | 2. miejsce               |
| Brązowy     | 3. miejsce               |
| Zielony     | Miejsce punktowane       |
| Niebieski   | Miejsce niepunktowane    |
| Niebieski   | Niesklasyfikowany (NS)   |
| Różowy      | Nie ukończył (NU)        |
| Czarny      | Zdyskwalifikowany (DK)   |
| Czarny      | Wykluczony (WYK)         |
| Biały       | Nie wystartował (NW)     |
| Biały       | Wyścig odwołany (OD)     |
| Bez koloru  | Wycofany (WYC)           |
| Bez koloru  | Nie został zgłoszony (–) |
| Pogrubienie | Pole position            |

#### Mistrzostwo świata kierowców GTE
Pierwsze 25 miejsc:
| Poz. | Kierowca                                          | Zespół                | SIL | FUJ | SHA | BHR | LSL | SPA | LMS | BHR | Punkty |
| ---- | ------------------------------------------------- | --------------------- | --- | --- | --- | --- | --- | --- | --- | --- | ------ |
| 1    | Marco Sørensen Nicki Thiim                        | Aston Martin Racing   | 5   | 1   | 5   | 1   | 1   | 2   | 3   | 5   | 172    |
| 2    | Maxime Martin                                     | Aston Martin Racing   | 3   | 3   | 4   | 3   | 4   | 3   | 1   | 4   | 160    |
| 3    | Michael Christensen Kévin Estre                   | Porsche GT Team       | 2   | 2   | 2   | 7   | 2   | 1   | 11  | 1   | 148    |
| 4    | Alex Lynn                                         | Aston Martin Racing   | 3   | 3   | 4   | 3   | 4   | 3   | 1   | –   | 142    |
| 5    | James Calado                                      | AF Corse              | 4   | 4   | 1   | 4   | 3   | 4   | 2   | 12  | 132    |
| 6    | Alessandro Pier Guidi                             | AF Corse              | 4   | 4   | 1   | 4   | 3   | 4   | 2   | –   | 131    |
| 7    | Gianmaria Bruni Richard Lietz                     | Porsche GT Team       | 1   | 6   | 3   | 5   | 8   | 5   | 9   | 2   | 111    |
| 8    | Miguel Molina Davide Rigon                        | AF Corse              | NU  | 5   | 6   | 2   | 5   | 6   | NS  | 3   | 86     |
| 9    | Harry Tincknell                                   | Aston Martin Racing   | –   | –   | –   | –   | –   | –   | 1   | –   | 50     |
| 10   | Richard Westbrook                                 | Aston Martin Racing   | –   | –   | –   | –   | –   | –   | 3   | 4   | 48     |
| 11   | Jonathan Adam Charlie Eastwood Salih Yoluç        | TF Sport              | 12  | 7   | 7   | NU  | 6   | 9   | 4   | 14  | 47,5   |
| 12   | Emmanuel Collard Nicklas Nielsen François Perrodo | AF Corse              | 6   | 8   | 10  | 10  | 10  | 7   | 6   | 7   | 47     |
| 13   | Larry ten Voorde                                  | Team Project 1        | –   | –   | 8   | 6   | –   | –   | 7   | 6   | 40     |
| 14   | Daniel Serra                                      | AF Corse              | –   | –   | –   | –   | –   | –   | 2   | 12  | 37     |
| 15   | Egidio Perfetti                                   | Team Project 1        | 11  | 13  | 11  | 15  | 9   | 10  | 7   | 6   | 29,5   |
| 16   | Riccardo Pera Christian Ried                      | Dempsey-Proton Racing | 10  | 11  | 17  | 12  | 11  | 8   | 5   | 13  | 28,5   |
| 17   | Matt Campbell                                     | Dempsey-Proton Racing | 10  | 11  | 17  | 12  | 11  | 8   | 5   |     | 27,5   |
| 18   | Paul Dalla Lana Ross Gunn                         | Aston Martin Racing   | 7   | 17  | 9   | 8   | 7   | 15  | 10  | 15  | 24     |
| 19   | Jeroen Bleekemolen Ben Keating                    | Team Project 1        | 15  | 9   | 8   | 6   | 17  | 12  | 13  | 11  | 21,5   |
| 20   | Darren Turner                                     | Aston Martin Racing   | 7   | 17  | 9   | 8   | 7   | –   | –   | –   | 20,5   |
| 21   | Matteo Cairoli                                    | Team Project 1        | 11  | 13  | 11  | 15  | 9   | 10  | 7   | –   | 17,5   |
| 22   | Ben Barker Michael Wainwright                     | Gulf Racing           | 9   | 14  | 15  | 9   | 12  | 16  | 8   | 10  | 17     |
| 23   | Andrew Watson                                     | Gulf Racing           | 9   | 14  | 15  | 9   | 12  | 16  | 8   | –   | 15     |
| 24   | Jörg Bergmeister                                  | Team Project 1        | –   | –   | –   | –   | –   | –   | –   | 6   | 12     |
| 25   | Kei Cozzolino                                     | MR Racing             | 8   | 10  | 13  | 13  | 16  | –   | NU  | –   | 8      |
| 25   | Kei Cozzolino                                     | Red River Sport       | –   | –   | –   | –   | –   | –   | –   | 16  | 8      |
| Poz. | Kierowca                                          | Zespół                | SIL | FUJ | SHA | BHR | LSL | SPA | LMS | BHR | Punkty |

| Legenda     | Legenda                  |
| Oznaczenie  | Wyjaśnienie              |
| ----------- | ------------------------ |
| Złoty       | Zwycięstwo               |
| Srebrny     | 2. miejsce               |
| Brązowy     | 3. miejsce               |
| Zielony     | Miejsce punktowane       |
| Niebieski   | Miejsce niepunktowane    |
| Niebieski   | Niesklasyfikowany (NS)   |
| Różowy      | Nie ukończył (NU)        |
| Czarny      | Zdyskwalifikowany (DK)   |
| Czarny      | Wykluczony (WYK)         |
| Biały       | Nie wystartował (NW)     |
| Biały       | Wyścig odwołany (OD)     |
| Bez koloru  | Wycofany (WYC)           |
| Bez koloru  | Nie został zgłoszony (–) |
| Pogrubienie | Pole position            |

#### Trofeum Endurance dla kierowców LMP2
| Poz. | Kierowca                                            | Zespół                | SIL | FUJ | SHA | BHR | LSL | SPA | LMS | BHR | Punkty |
| ---- | --------------------------------------------------- | --------------------- | --- | --- | --- | --- | --- | --- | --- | --- | ------ |
| 1    | Filipe Albuquerque Philip Hanson                    | United Autosports     | NU  | 3   | 3   | 1   | 1   | 1   | 1   | 4   | 190    |
| 2    | Paul di Resta                                       | United Autosports     | NU  | –   | 3   | 1   | 1   | 1   | 1   | 4   | 175    |
| 3    | António Félix da Costa Roberto González             | JOTA                  | 5   | DK  | 1   | 2   | 3   | 4   | 2   | 2   | 152    |
| 4    | Anthony Davidson                                    | JOTA                  | –   | DK  | 1   | 2   | 3   | 4   | 2   | 2   | 142    |
| 5    | Will Stevens Ho-Pin Tung                            | Jackie Chan DC Racing | 4   | 2   | 2   | 3   | 2   | 6   | DK  | 1   | 136    |
| 6    | Giedo van der Garde Frits van Eerd                  | Racing Team Nederland | 3   | 1   | 5   | 5   | 5   | 3   | 6   | 3   | 130    |
| 7    | Gabriel Aubry                                       | Jackie Chan DC Racing | 4   | 2   | 2   | 3   | 2   | WYC | DK  | 1   | 128    |
| 8    | Thomas Laurent André Negrão Pierre Ragues           | Signatech Alpine Elf  | 2   | 6   | 4   | 4   | 6   | NU  | 3   | 5   | 109    |
| 9    | Antonin Borga Nicolas Lapierre                      | Cool Racing           | 1   | 5   | NU  | 6   | 4   | 2   | 4   | –   | 103    |
| 10   | Nyck de Vries                                       | Racing Team Nederland | –   | 1   | 5   | 5   | 5   | –   | 6   | 3   | 99     |
| 11   | Alexandre Coigny                                    | Cool Racing           | WYC | 5   | NU  | 6   | 4   | 2   | 4   | –   | 78     |
| 12   | Andrea Belicchi Roberto Lacorte Giorgio Sernagiotto | Cetilar Racing        | 6   | 7   | 7   | 8   | 8   | 5   | 5   | 6   | 72     |
| 13   | Anders Fjordbach Mark Patterson Kenta Yamashita     | High Class Racing     | 7   | 4   | 6   | 7   | 7   | 7   | NU  | –   | 47     |
| 14   | Job van Uitert                                      | Racing Team Nederland | 3   | –   | –   | –   | –   | 3   | –   | –   | 31     |
| 15   | Oliver Jarvis                                       | United Autosports     | –   | 3   | –   | –   | –   | –   | –   | –   | 15     |
| 16   | Ryan Cullen                                         | Jackie Chan DC Racing | –   | –   | –   | –   | –   | 6   | –   | –   | 8      |
| Poz. | Kierowca                                            | Zespół                | SIL | FUJ | SHA | BHR | LSL | SPA | LMS | BHR | Punkty |

| Legenda     | Legenda                  |
| Oznaczenie  | Wyjaśnienie              |
| ----------- | ------------------------ |
| Złoty       | Zwycięstwo               |
| Srebrny     | 2. miejsce               |
| Brązowy     | 3. miejsce               |
| Zielony     | Miejsce punktowane       |
| Niebieski   | Miejsce niepunktowane    |
| Niebieski   | Niesklasyfikowany (NS)   |
| Różowy      | Nie ukończył (NU)        |
| Czarny      | Zdyskwalifikowany (DK)   |
| Czarny      | Wykluczony (WYK)         |
| Biały       | Nie wystartował (NW)     |
| Biały       | Wyścig odwołany (OD)     |
| Bez koloru  | Wycofany (WYC)           |
| Bez koloru  | Nie został zgłoszony (–) |
| Pogrubienie | Pole position            |

#### Trofeum Endurance dla kierowców LMGTE Am
Pierwsze 25 miejsc:
| Poz. | Kierowca                                                | Zespół                | SIL | FUJ | SHA | BHR | LSL | SPA | LMS | BHR | Punkty |
| ---- | ------------------------------------------------------- | --------------------- | --- | --- | --- | --- | --- | --- | --- | --- | ------ |
| 1    | Emmanuel Collard Nicklas Nielsen François Perrodo       | AF Corse              | 1   | 2   | 4   | 4   | 4   | 1   | 3   | 2   | 167    |
| 2    | Jonathan Adam Charlie Eastwood Salih Yoluç              | TF Sport              | 7   | 1   | 1   | NU  | 1   | 3   | 1   | 8   | 154    |
| 3    | Larry ten Voorde                                        | Team Project 1        | –   | –   | 2   | 1   | –   | –   | 4   | 1   | 119    |
| 4    | Egidio Perfetti                                         | Team Project 1        | 6   | 7   | 5   | 9   | 3   | 4   | 4   | 1   | 118    |
| 5    | Riccardo Pera Christian Ried                            | Dempsey-Proton Racing | 5   | 5   | 11  | 6   | 5   | 2   | 2   | 7   | 107,5  |
| 6    | Jeroen Bleekemolen Ben Keating                          | Team Project 1        | 10  | 3   | 2   | 1   | 11  | 6   | 8   | 6   | 101,5  |
| 7    | Paul Dalla Lana Ross Gunn                               | Aston Martin Racing   | 2   | 11  | 3   | 2   | 2   | 9   | 6   | 9   | 100,5  |
| 8    | Matt Campbell                                           | Dempsey-Proton Racing | 5   | 5   | 11  | 6   | 5   | 2   | 2   | –   | 98,5   |
| 9    | Ben Barker Michael Wainwright                           | Gulf Racing           | 4   | 8   | 9   | 3   | 6   | 10  | 5   | 5   | 85     |
| 10   | Matteo Cairoli                                          | Team Project 1        | 6   | 7   | 5   | 9   | 3   | 4   | 4   | –   | 80     |
| 11   | Darren Turner                                           | Aston Martin Racing   | 2   | 11  | 3   | 2   | 2   | –   | –   | –   | 78,5   |
| 12   | Francesco Castellacci Giancarlo Fisichella Thomas Flohr | AF Corse              | 9   | 6   | 8   | 5   | 7   | 7   | 7   | 4   | 71     |
| 13   | Andrew Watson                                           | Gulf Racing           | 4   | 8   | 9   | 3   | 6   | 10  | 5   | –   | 70     |
| 14   | Kei Cozzolino                                           | MR Racing             | 3   | 4   | 7   | 7   | 10  | –   | NU  | –   | 45     |
| 14   | Kei Cozzolino                                           | Red River Sport       | –   | –   | –   | –   | –   | –   | –   | 10  | 45     |
| 15   | Olivier Beretta Motoaki Ishikawa                        | MR Racing             | 3   | 4   | 7   | 7   | 10  | –   | –   | –   | 43     |
| 16   | Jörg Bergmeister                                        | Team Project 1        | –   | –   | –   | –   | –   | –   | –   | 1   | 38     |
| 17   | Felipe Fraga                                            | Team Project 1        | 10  | 3   | –   | –   | 11  | 6   | 8   | –   | 32,5   |
| 18   | Laurents Hörr                                           | Team Project 1        | –   | –   | –   | –   | 3   | 4   | –   | –   | 28     |
| 19   | Bonamy Grimes                                           | Red River Sport       | 8   | 10  | 10  | 8   | 8   | 8   | 9   | 10  | 26     |
| 20   | Charles Hollings Johnny Mowlem                          | Red River Sport       | 8   | 10  | 10  | 8   | 8   | 8   | 9   | –   | 24     |
| 21   | Chalid al-Kubajsi                                       | Dempsey-Proton Racing | –   | –   | –   | NU  | –   | –   | –   | 3   | 23     |
| 21   | Jaxon Evans                                             | Dempsey-Proton Racing | –   | –   | –   | –   | –   | –   | –   | 3   | 23     |
| 22   | Marco Holzer                                            | Dempsey-Proton Racing | –   | –   | –   | –   | –   | –   | –   | 3   | 23     |
| 23   | David Heinemeier Hansson                                | Team Project 1        | –   | 7   | 5   | 9   | –   | –   | –   | –   | 20     |
| 24   | Augusto Farfus                                          | Aston Martin Racing   | –   | –   | –   | –   | –   | 9   | 6   | –   | 18     |
| 25   | Alessio Picariello                                      | Gulf Racing           | –   | –   | –   | –   | –   | –   | –   | 5   | 15     |
| Poz. | Kierowca                                                | Zespół                | SIL | FUJ | SHA | BHR | LSL | SPA | LMS | BHR | Punkty |

| Legenda     | Legenda                  |
| Oznaczenie  | Wyjaśnienie              |
| ----------- | ------------------------ |
| Złoty       | Zwycięstwo               |
| Srebrny     | 2. miejsce               |
| Brązowy     | 3. miejsce               |
| Zielony     | Miejsce punktowane       |
| Niebieski   | Miejsce niepunktowane    |
| Niebieski   | Niesklasyfikowany (NS)   |
| Różowy      | Nie ukończył (NU)        |
| Czarny      | Zdyskwalifikowany (DK)   |
| Czarny      | Wykluczony (WYK)         |
| Biały       | Nie wystartował (NW)     |
| Biały       | Wyścig odwołany (OD)     |
| Bez koloru  | Wycofany (WYC)           |
| Bez koloru  | Nie został zgłoszony (–) |
| Pogrubienie | Pole position            |

### Klasyfikacje zespołów i producentów

#### Mistrzostwo świata zespołów LMP1
| Poz. | Zespół              | SIL | FUJ | SHA | BHR | LSL | SPA | LMS | BHR | Punkty |
| ---- | ------------------- | --- | --- | --- | --- | --- | --- | --- | --- | ------ |
| 1    | Toyota Gazoo Racing | 1   | 1   | 2   | 1   | 2   | 1   | 1   | 1   | 241    |
| 2    | Rebellion Racing    | 9   | 3   | 1   | 3   | 1   | 3   | 2   | –   | 145    |
| 3    | Team LNT            | 3   | 9   | 4   | NU  | –   | –   | –   | –   | 29     |

#### Mistrzostwo świata producentów GTE
Punkty przyznawane są za dwa najwyższe miejsca zajęte przez samochody danego producenta.
| Poz. | Producent    | SIL | FUJ | SHA | BHR | LSL | SPA | LMS | BHR | Punkty |
| ---- | ------------ | --- | --- | --- | --- | --- | --- | --- | --- | ------ |
| 1    | Aston Martin | 3   | 1   | 4   | 1   | 1   | 2   | 1   | 4   | 332    |
| 1    | Aston Martin | 5   | 3   | 5   | 3   | 4   | 3   | 3   | 5   | 332    |
| 2    | Porsche      | 1   | 2   | 2   | 5   | 2   | 1   | 5   | 1   | 289    |
| 2    | Porsche      | 2   | 6   | 3   | 6   | 8   | 5   | 6   | 2   | 289    |
| 3    | Ferrari      | 4   | 4   | 1   | 2   | 3   | 4   | 2   | 3   | 250    |
| 3    | Ferrari      | 6   | 5   | 6   | 4   | 5   | 6   | 7   | 7   | 250    |

#### Trofeum Endurance dla zespołów LMP2
| Poz. | Zespół                    | SIL | FUJ | SHA | BHR | LSL | SPA | LMS | BHR | Punkty |
| ---- | ------------------------- | --- | --- | --- | --- | --- | --- | --- | --- | ------ |
| 1    | #22 United Autosports     | NU  | 3   | 3   | 1   | 1   | 1   | 1   | 4   | 190    |
| 2    | #38 JOTA                  | 5   | DK  | 1   | 2   | 3   | 4   | 2   | 2   | 152    |
| 3    | #37 Jackie Chan DC Racing | 4   | 2   | 2   | 3   | 2   | 6   | DK  | 1   | 136    |
| 4    | #29 Racing Team Nederland | 3   | 1   | 5   | 5   | 5   | 3   | 6   | 3   | 130    |
| 5    | #36 Signatech Alpine Elf  | 2   | 6   | 4   | 4   | 6   | NU  | 3   | 5   | 109    |
| 6    | #42 Cool Racing           | 1   | 5   | NU  | 6   | 4   | 2   | 4   | –   | 103    |
| 7    | #47 Cetilar Racing        | 6   | 7   | 7   | 8   | 8   | 5   | 5   | 6   | 72     |
| 8    | #33 High Class Racing     | 7   | 4   | 6   | 7   | 7   | 7   | NU  | –   | 47     |

#### Trofeum Endurance dla zespołów LMGTE Am
| Poz. | Zespół                    | SIL | FUJ | SHA | BHR | LSL | SPA | LMS | BHR | Punkty |
| ---- | ------------------------- | --- | --- | --- | --- | --- | --- | --- | --- | ------ |
| 1    | #83 AF Corse              | 1   | 2   | 4   | 4   | 4   | 1   | 3   | 2   | 167    |
| 2    | #90 TF Sport              | 7   | 1   | 1   | NU  | 1   | 3   | 1   | 8   | 154    |
| 3    | #56 Team Project 1        | 6   | 7   | 5   | 9   | 3   | 4   | 4   | 1   | 118    |
| 4    | #77 Dempsey-Proton Racing | 5   | 5   | 11  | 6   | 5   | 2   | 2   | 7   | 107,5  |
| 5    | #57 Team Project 1        | 10  | 3   | 2   | 1   | 11  | 6   | 8   | 6   | 101,5  |
| 6    | #98 Aston Martin Racing   | 2   | 11  | 3   | 2   | 2   | 9   | 6   | 9   | 100,5  |
| 7    | #86 Gulf Racing           | 4   | 8   | 9   | 3   | 6   | 10  | 5   | 5   | 85     |
| 8    | #54 AF Corse              | 9   | 6   | 8   | 5   | 7   | 7   | 7   | 4   | 71     |
| 9    | #88 Dempsey-Proton Racing | 11  | 9   | 6   | NU  | 9   | 5   | NS  | 3   | 45,5   |
| 10   | #70 MR Racing             | 3   | 4   | 7   | 7   | 10  | –   | NU  | –   | 43     |
| 11   | #62 Red River Sport       | 8   | 10  | 10  | 8   | 8   | 8   | 9   | 10  | 26     |